# Zelotibia
Zelotibia là một chi nhện trong họ Gnaphosidae.

## Hình ảnh

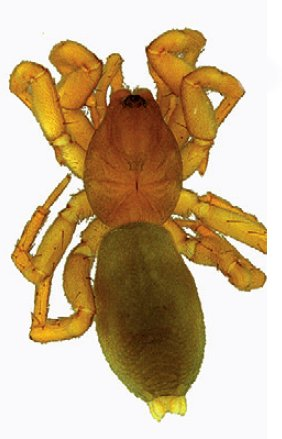
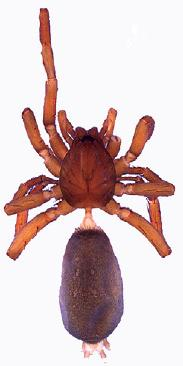
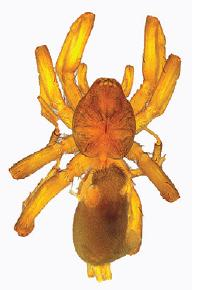
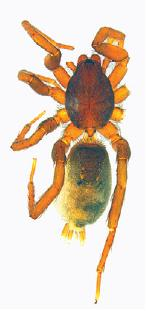